# Liste der denkmalgeschützten Objekte in Rottenmann
Die Liste der denkmalgeschützten Objekte in Rottenmann enthält die 26 denkmalgeschützten, unbeweglichen Objekte der Gemeinde Rottenmann im steirischen Bezirk Liezen.

## Denkmäler
| Foto |                 | Denkmal                                                                                  | Standort                                                       | Beschreibung | Metadaten |
| ---- | --------------- | ---------------------------------------------------------------------------------------- | -------------------------------------------------------------- | --- | --- |
| ja   | Datei hochladen | Höhensiedlung Kaiser(mühler)köpperl – Scheiberberg HERIS-ID: 112217 Objekt-ID: 130289    | Kaiserköpperl Standort KG: Bärndorf                            | Das Kaiserköpperl in Bärndorf ist ein Ansitz der Späthallstatt-/Frühlatènezeit im Grenzbereich zwischen Ost- und Westhallstattkreis. | BDA-Hist.: Q1646481 Status: Bescheid Stand der BDA-Liste: 2025-06-30 Name: Höhensiedlung Kaiser(mühler)köpperl – Scheiberberg GstNr.: 462, 463/3, 481, 488 Höhensiedlung Kaiserköpperl                   |
| ja   | Datei hochladen | Schüttkasten, Kollersberger HERIS-ID: 36876 Objekt-ID: 35912                             | Büschendorf 28 Standort KG: Büschendorf                        | Ein historischer Schüttkasten mit Verzierungen an den Außenwänden | BDA-Hist.: Q37972638 Status: Bescheid Stand der BDA-Liste: 2025-06-30 Name: Schüttkasten, Kollersberger GstNr.: 242 Schüttkasten Kollersberger                                                           |
| ja   | Datei hochladen | Kath. Pfarrkirche Mariä Geburt und Friedhof HERIS-ID: 51717 Objekt-ID: 57455             | Oppenberg Standort KG: Oppenberg                               | → Hauptartikel : Pfarrkirche Oppenberg f1 | BDA-Hist.: Q38047093 Status: § 2a Stand der BDA-Liste: 2025-06-30 Name: Kath. Pfarrkirche Mariä Geburt und Friedhof GstNr.: .50 Pfarrkirche Oppenberg                                                    |
| ja   | Datei hochladen | Pfarrhof HERIS-ID: 51718 Objekt-ID: 57456                                                | Oppenberg 46 Standort KG: Oppenberg                            | | BDA-Hist.: Q38047109 Status: § 2a Stand der BDA-Liste: 2025-06-30 Name: Pfarrhof GstNr.: 574/2 Pfarrhof Oppenberg                                                                                        |
| ja   | Datei hochladen | Zwei Bildstöcke eines Prozessionsweges HERIS-ID: 108167 Objekt-ID: 125577                | Standort siehe Beschreibung KG: Oppenberg                      | Der Prozessionsweg Oppenberg besteht aus insgesamt sechs, ähnlich gestalteten, spätbarocken (?) Pfeilerbildstöcken entlang der Straße von Rottenmann nach Oppenberg. Die Pfeilerbildstöcke haben jeweils ein Zeltdach und eine Segmentbogennische und stammen aus dem 18. oder frühen 19. Jahrhundert. Die Bildstöcke dürften Teil eines ehemaligen Prozessionsweges zur Wallfahrtskirche in Oppenberg gewesen sein. Von den sechs Bildstöcken stehen der erste (Lage) und der sechste (Lage) unter Denkmalschutz. Nichtgeschützt sind die Bildstöcke 2 (Lage), 3 (Lage), 4 (Lage) und 5 (Lage). Anmerkung: Die Koordinaten beziehen sich auf den 6. Bildstock bei Grundstücksnummer 565/1. | BDA-Hist.: Q37812266 Status: § 2a Stand der BDA-Liste: 2025-06-30 Name: Zwei Bildstöcke eines Prozessionsweges GstNr.: 1360/1, 565/1 Prozessionsweg Oppenberg                                            |
| ja   | Datei hochladen | Stadtmauer HERIS-ID: 104021 Objekt-ID: 120613                                            | Beim Burgtor Standort KG: Rottenmann                           | Die Anfänge der Stadtmauer reichen ins 13. Jahrhundert zurück, als sich die Stadt vom babenbergischen Markt zur Stadt und Mautstelle entwickelte. | BDA-Hist.: Q37798806 Status: § 2a Stand der BDA-Liste: 2025-06-30 Name: Stadtmauer GstNr.: 494, 481/1, 479, 507/1, 529/1, 529/2, 523, 520, 519/2, .91/1, 527/1, 524, 2442, 513/1 City wall of Rottenmann |
| ja   | Datei hochladen | Mauerstück neben dem Alten Burgtor HERIS-ID: 46717 Objekt-ID: 48850                      | Burgtorgasse 118, bei Standort KG: Rottenmann                  | Die Stadtmauer verläuft rechts und links des alten Burgtores, weil die Burg im 15. Jahrhundert in die Stadtbefestigung integriert wurde. | BDA-Hist.: Q38023189 Status: Bescheid Stand der BDA-Liste: 2025-06-30 Name: Mauerstück neben dem Alten Burgtor GstNr.: .95, 507/2 City wall of Rottenmann                                                |
| ja   | Datei hochladen | Altes Burgtor HERIS-ID: 37378 Objekt-ID: 36504                                           | Burgtorgasse 118 Standort KG: Rottenmann                       | An die 1048 erstmals erwähnten Burg, die im 15. Jahrhundert in die Stadtbefestigung einbezogen wurde, erinnert heute nur noch das Burgtor in der Burgtorgasse. | BDA-Hist.: Q37975325 Status: Bescheid Stand der BDA-Liste: 2025-06-30 Name: Altes Burgtor GstNr.: .96/1 Altes Burgtor, Rottenmann                                                                        |
| ja   | Datei hochladen | Stadtpfarrkirche hl. Nikolaus und ehem. Friedhofsfläche HERIS-ID: 83750 Objekt-ID: 97793 | Burgtorgasse 121a Standort KG: Rottenmann                      | Die Geschichte der Kirche reicht bis zu einem romanischen Kirchenbau aus der ersten Hälfte des 13. Jahrhunderts zurück. Später wurden gotische und barocke Bauabschnitte realisiert. 1398 spendete der damalige Pfarrer eine Turmuhr, eine der ersten in der Steiermark. 1881 erhielt die Kirche nach dem Stadtbrand einen 87,8 Meter hohen neugotischen Turm, der für zehn Jahre der höchste Kirchturm der Steiermark war. | BDA-Hist.: Q33382645 Status: § 2a Stand der BDA-Liste: 2025-06-30 Name: Stadtpfarrkirche hl. Nikolaus und ehem. Friedhofsfläche GstNr.: .83/3 Stadtpfarrkirche St. Nikolaus Rottenmann                   |
| ja   | Datei hochladen | Ehem. Augustinerchorherrenstift HERIS-ID: 83755 Objekt-ID: 97799                         | Burgtorgasse 121a Standort KG: Rottenmann                      | Das Stift wurde 1455 gestiftet und 1786 aufgehoben. Es erfolgten spätere Umbauten, das heutige Aussehen stammt hauptsächlich aus der Zeit um 1750. | BDA-Hist.: Q38181317 Status: § 2a Stand der BDA-Liste: 2025-06-30 Name: Ehem. Augustinerchorherrenstift GstNr.: .83/6, 511/1, .83/7, .83/5 Ehemaliges Augustinerchorherrenstift Rottenmann               |
| ja   | Datei hochladen | Figurenbildstock hl. Johannes Nepomuk HERIS-ID: 83754 Objekt-ID: 97798                   | bei Burgtorgasse 121a Standort KG: Rottenmann                  | Die Nepomukstatue befindet sich auf dem ehemaligen Friedhof neben der Stadtpfarrkirche und der St.-Michaels-Kapelle. | BDA-Hist.: Q38181307 Status: § 2a Stand der BDA-Liste: 2025-06-30 Name: Figurenbildstock hl. Johannes Nepomuk GstNr.: .83/3                                                                              |
| ja   | Datei hochladen | St. Michaels-Kapelle HERIS-ID: 83752 Objekt-ID: 97796                                    | Burgtorgasse Standort KG: Rottenmann                           | Das zeitweise profanierte Gebäude diente in dem bis 1789 rund um die Stadtpfarrkirche angelegten Friedhof als Friedhofskapelle. | BDA-Hist.: Q38181286 Status: § 2a Stand der BDA-Liste: 2025-06-30 Name: St. Michaels-Kapelle GstNr.: .83/1 Michaelskapelle (Rottenmann)                                                                  |
| ja   | Datei hochladen | Kronwirt-Stadel, Hofer-Stadel HERIS-ID: 46405 Objekt-ID: 48394                           | Dr.-Rudolf-Tyrolt-Gasse 122, gegenüber Standort KG: Rottenmann | Zum ehemaligen Gasthaus Hofer gehörendes Wirtschaftsgebäude | BDA-Hist.: Q38021220 Status: Bescheid Stand der BDA-Liste: 2025-06-30 Name: Kronwirt-Stadel, Hofer-Stadel GstNr.: .72                                                                                    |
| ja   | Datei hochladen | Spitalskirche hl. Maria HERIS-ID: 83746 Objekt-ID: 97789                                 | Hauptstraße Standort KG: Rottenmann                            | Die Bürgerspitalskirche Maria am Rain wurde an Stelle der 1341 errichteten Kapelle 1687 gebaut. | BDA-Hist.: Q43739704 Status: § 2a Stand der BDA-Liste: 2025-06-30 Name: Spitalskirche hl. Maria GstNr.: .138 Bürgerspitalskirche Maria am Rain                                                           |
| ja   | Datei hochladen | Gasthaus Hofer HERIS-ID: 46406 Objekt-ID: 48395                                          | Hauptstraße 3 Standort KG: Rottenmann                          | Das Gasthaus ist seit vielen Jahren geschlossen, fallweise finden kulturelle Veranstaltungen statt. Die alte Einrichtung ist weitgehend erhalten geblieben. | BDA-Hist.: Q38021229 Status: Bescheid Stand der BDA-Liste: 2025-06-30 Name: Gasthaus Hofer GstNr.: .77                                                                                                   |
| ja   | Datei hochladen | Bürgerhausanlage, ehem. Salzamtshaus HERIS-ID: 83763 Objekt-ID: 97809seit 2016           | Hauptstraße 11 Standort KG: Rottenmann                         | Das ehemalige Salzamtshaus stammt im Kern aus dem 16. Jahrhundert, die Fassade aus der 1. Hälfte des 19. Jahrhunderts. Das Haus hat zwei Konsolerker, ein barockes Rundbogenportal und im Hof barocke Pfeilerarkaden. | BDA-Hist.: Q38181345 Status: Bescheid Stand der BDA-Liste: 2025-06-30 Name: Bürgerhausanlage, ehem. Salzamtshaus GstNr.: .68/1 Salzamtshaus Rottenmann                                                   |
| ja   | Datei hochladen | Rottenmanner Rathaus HERIS-ID: 83767 Objekt-ID: 97813                                    | Hauptstraße 56 Standort KG: Rottenmann                         | Das heutige Rathaus wurde an Stelle von zwei Bürgerhäusern 1912 bis 1913 nach Plänen des Architekten und Baumeisters Josef Hofbauer (1875–1936) im Jugendstil errichtet. | BDA-Hist.: Q38181354 Status: § 2a Stand der BDA-Liste: 2025-06-30 Name: Rathaus GstNr.: .18 Rathaus Rottenmann                                                                                           |
| ja   | Datei hochladen | Altes Postgebäude HERIS-ID: 83756 Objekt-ID: 97800                                       | Kirchengasse 111 Standort KG: Rottenmann                       | Das alte Postamtsgebäude wurde gleichzeitig mit dem Rathaus im Jahr 1912 erbaut. | BDA-Hist.: Q38181337 Status: § 2a Stand der BDA-Liste: 2025-06-30 Name: Altes Postgebäude GstNr.: .103/1                                                                                                 |
| ja   | Datei hochladen | Evang. Gemeindehaus HERIS-ID: 83790 Objekt-ID: 97841                                     | Koloman-Wallisch-Straße 136 Standort KG: Rottenmann            | Das evangelische Gemeindehaus hat seinen Standort direkt neben der Auferstehungskirche. | BDA-Hist.: Q38181397 Status: § 2a Stand der BDA-Liste: 2025-06-30 Name: Evang. Gemeindehaus GstNr.: 548/10                                                                                               |
| ja   | Datei hochladen | Evang. Pfarrkirche A.B., Auferstehungskirche HERIS-ID: 83792 Objekt-ID: 97843            | Koloman-Wallisch-Straße 136a Standort KG: Rottenmann           | Die 1958 eingeweihte Auferstehungskirche in Rottenmann dient der seit 1906 bestehenden Kirchengemeinde, zu der etwa 900 Gläubige zählen. Die zwischen 1900 und 1906 gebaute Orgel stand zuvor im evangelischen Betsaal im Schloss Grünbühel. | BDA-Hist.: Q38181407 Status: § 2a Stand der BDA-Liste: 2025-06-30 Name: Evang. Pfarrkirche A.B., Auferstehungskirche GstNr.: 548/10 Auferstehungskirche (Rottenmann)                                     |
| ja   | Datei hochladen | Friedhofskapelle HERIS-ID: 83796 Objekt-ID: 97848                                        | Lederergasse Standort KG: Rottenmann                           | Die Friedhofskapelle befindet sich auf dem 1789 angelegten Ortsfriedhof außerhalb der Stadtmauer westlich der Stadtpfarrkirche. | BDA-Hist.: Q38181434 Status: § 2a Stand der BDA-Liste: 2025-06-30 Name: Friedhofskapelle GstNr.: .276 |
| ja   | Datei hochladen | Kath. Filialkirche hl. Georg und ehem. Friedhofsfläche HERIS-ID: 83747 Objekt-ID: 97790  | Sankt Georgen 82 Standort KG: Rottenmann                       | Die Kirche wurde 1042 als erste Rottenmanner Pfarrkirche (Alt-Rottenmann) im romanischen Stil errichtet. Erwähnenswert ist das Orgelpositiv von 1722. Bis in die 1950er Jahre war St. Georgen Ziel von Wallfahrern aus den Nachbarpfarren (belegt Lassing), die am Georgstag nach Rottenmann eine Prozession abhielten. | BDA-Hist.: Q43739176 Status: § 2a Stand der BDA-Liste: 2025-06-30 Name: Kath. Filialkirche hl. Georg und ehem. Friedhofsfläche GstNr.: .225, 584/2 Filialkirche Alt-Rottenmann                           |
| BW   | Datei hochladen | Ansitz Schloss Thalhof HERIS-ID: 83841 Objekt-ID: 97897seit 2018                         | Strechau 9 Standort KG: Rottenmann                             | Das Anwesen wurde um 1350 zum wehrfähigen Adelssitz ausgebaut und befand sich ab 1551 im Besitz der Freiherrn von Hofmann, von 1636 bis 1850 im Besitz des Stiftes Admont. Der heutige Bau ist durch Umbauten im 17. und 18. Jahrhundert entstanden, ein Steinportal mit der Inschrift 1782 ist erhalten. | BDA-Hist.: Q105646604 Status: Bescheid Stand der BDA-Liste: 2025-06-30 Name: Ansitz Schloss Thalhof GstNr.: 55 Schloss Thalhof, Rottenmann                                                               |
| ja   | Datei hochladen | Schloss Grünbichl HERIS-ID: 37510 Objekt-ID: 36683                                       | Villmannsdorf 30 Standort KG: Rottenmann                       | Das Schloss liegt nördlich der Stadt und ist ein düsterer langgestreckter Bau mit Eckrisaliten. Es gibt Räume mit Stuckdecken aus dem 17. Jahrhundert. Die Kapelle wurde am Ende des 17. Jahrhunderts erneuert. | BDA-Hist.: Q1726238 Status: Bescheid Stand der BDA-Liste: 2025-06-30 Name: Schloss Grünbichl GstNr.: .392 Schloss Grünbühel (Styria)                                                                     |
| ja   | Datei hochladen | Pestkapelle HERIS-ID: 83798 Objekt-ID: 97850                                             | gegenüber Westrandsiedlung 340 Standort KG: Rottenmann         | Die Pestkapelle an der Westeinfahrt der Stadt wurde zuletzt 1950 sowie 1984 bis 2000 renoviert. | BDA-Hist.: Q38181451 Status: § 2a Stand der BDA-Liste: 2025-06-30 Name: Pestkapelle GstNr.: .149/1 |
| ja   | Datei hochladen | Kalvarienberg mit Stationen HERIS-ID: 83793 Objekt-ID: 97844                             | Standort KG: Rottenmann                                        | Der ursprünglich 1767 fertiggestellte Kalvarienberg mit hölzerner Kreuzigungsgruppe hat neben den 14 eigentlichen Stationen zusätzlich drei Vorstationen. Die Kreuzwegbilder wurden 1988 von Oswald Krammer neu gemalt. | BDA-Hist.: Q38181418 Status: § 2a Stand der BDA-Liste: 2025-06-30 Name: Kalvarienberg mit Stationen GstNr.: 436/1 Kalvarienberg Rottenmann                                                               |